# Lista över fornlämningar i Nyköpings kommun (Kila)
Lista över fornlämningar i Nyköpings kommun (Kila) är en förteckning av ett urval av de fornlämningar som finns i Kila i Nyköpings kommun.
| Namn                    | Lämningstyp  | Tillkomsttid | Historisk indelning | Plats | Läge                 | ID-nr          | Bild                                      |
| ----------------------- | ------------ | ------------ | ------------------- | ----- | -------------------- | -------------- | ----------------------------------------- |
| Kila 7:1                | Stensättning |              | Kila, Södermanland  |       | 58.747021, 16.667124 | 10034100070001 | Ladda upp en bild av detta fornminne      |
| Kila 10:1               | Gravfält     |              | Kila, Södermanland  |       | 58.742314, 16.650914 | 10034100100001 | Ladda upp en bild av detta fornminne      |
| Kila 12:1               | Gravfält     |              | Kila, Södermanland  |       | 58.746046, 16.641504 | 10034100120001 | Ladda upp en bild av detta fornminne      |
| Klockbacken (Kila 13:2) | Kyrka/kapell |              | Kila, Södermanland  |       | 58.745451, 16.631143 | 10034100130002 | Ladda upp en till bild av detta fornminne |
| Kila 14:1               | Gravfält     |              | Kila, Södermanland  |       | 58.741960, 16.626851 | 10034100140001 | Ladda upp en bild av detta fornminne      |
| Kila 15:1               | Röse         |              | Kila, Södermanland  |       | 58.735439, 16.630967 | 10034100150001 | Ladda upp en bild av detta fornminne      |
| Kila 16:1               | Gravfält     |              | Kila, Södermanland  |       | 58.751134, 16.630258 | 10034100160001 | Ladda upp en bild av detta fornminne      |
| Kila 17:1               | Stensättning |              | Kila, Södermanland  |       | 58.750613, 16.609362 | 10034100170001 | Ladda upp en bild av detta fornminne      |
| Kila 17:2               | Stensättning |              | Kila, Södermanland  |       | 58.750267, 16.609870 | 10034100170002 | Ladda upp en bild av detta fornminne      |
| Kila 18:1               | Stensättning |              | Kila, Södermanland  |       | 58.749034, 16.612876 | 10034100180001 | Ladda upp en bild av detta fornminne      |
| Kila 19:1               | Stensättning |              | Kila, Södermanland  |       | 58.747667, 16.606175 | 10034100190001 | Ladda upp en bild av detta fornminne      |
| Kila 21:1               | Gravfält     |              | Kila, Södermanland  |       | 58.744931, 16.592860 | 10034100210001 | Ladda upp en bild av detta fornminne      |
| Kila 22:1               | Gravfält     |              | Kila, Södermanland  |       | 58.733238, 16.605555 | 10034100220001 | Ladda upp en bild av detta fornminne      |
| Vaxåker (Kila 23:1)     | Stensättning |              | Kila, Södermanland  |       | 58.735524, 16.612454 | 10034100230001 | Ladda upp en bild av detta fornminne      |
| Vaxåker (Kila 23:2)     | Stensättning |              | Kila, Södermanland  |       | 58.735477, 16.612643 | 10034100230002 | Ladda upp en bild av detta fornminne      |
| Kila 26:1               | Stensättning |              | Kila, Södermanland  |       | 58.735465, 16.622602 | 10034100260001 | Ladda upp en bild av detta fornminne      |
| Kila 28:1               | Stensättning |              | Kila, Södermanland  |       | 58.748497, 16.562050 | 10034100280001 | Ladda upp en bild av detta fornminne      |
| Kila 29:1               | Stensättning |              | Kila, Södermanland  |       | 58.741893, 16.548740 | 10034100290001 | Ladda upp en bild av detta fornminne      |
| Kila 31:1               | Röse         |              | Kila, Södermanland  |       | 58.739981, 16.548748 | 10034100310001 | Ladda upp en bild av detta fornminne      |
| Kila 31:2               | Stensättning |              | Kila, Södermanland  |       | 58.740297, 16.548565 | 10034100310002 | Ladda upp en bild av detta fornminne      |
| Kila 32:1               | Gravfält     |              | Kila, Södermanland  |       | 58.741596, 16.555671 | 10034100320001 | Ladda upp en bild av detta fornminne      |
| Kila 34:1               | Gravfält     |              | Kila, Södermanland  |       | 58.746688, 16.559885 | 10034100340001 | Ladda upp en bild av detta fornminne      |
| Kila 35:1               | Gravfält     |              | Kila, Södermanland  |       | 58.746009, 16.561425 | 10034100350001 | Ladda upp en bild av detta fornminne      |
| Kila 36:1               | Gravfält     |              | Kila, Södermanland  |       | 58.747382, 16.560623 | 10034100360001 | Ladda upp en bild av detta fornminne      |
| Kila 37:1               | Stensättning |              | Kila, Södermanland  |       | 58.748710, 16.564007 | 10034100370001 | Ladda upp en bild av detta fornminne      |
| Kila 37:2               | Stensättning |              | Kila, Södermanland  |       | 58.748619, 16.564178 | 10034100370002 | Ladda upp en bild av detta fornminne      |
| Kila 37:3               | Stensättning |              | Kila, Södermanland  |       | 58.748563, 16.564470 | 10034100370003 | Ladda upp en bild av detta fornminne      |
| Kila 39:1               | Gravfält     |              | Kila, Södermanland  |       | 58.752078, 16.553336 | 10034100390001 | Ladda upp en bild av detta fornminne      |
| Kila 39:2               | Stensättning |              | Kila, Södermanland  |       | 58.752339, 16.553158 | 10034100390002 | Ladda upp en bild av detta fornminne      |
| Kila 39:3               | Stensättning |              | Kila, Södermanland  |       | 58.752322, 16.552985 | 10034100390003 | Ladda upp en bild av detta fornminne      |
| Kila 39:4               | Stensättning |              | Kila, Södermanland  |       | 58.752529, 16.552904 | 10034100390004 | Ladda upp en bild av detta fornminne      |
| Kila 43:1               | Stensättning |              | Kila, Södermanland  |       | 58.746343, 16.553435 | 10034100430001 | Ladda upp en bild av detta fornminne      |
| Kila 44:1               | Stensättning |              | Kila, Södermanland  |       | 58.748400, 16.551652 | 10034100440001 | Ladda upp en bild av detta fornminne      |
| Kila 45:1               | Stensättning |              | Kila, Södermanland  |       | 58.743546, 16.534963 | 10034100450001 | Ladda upp en bild av detta fornminne      |
| Kila 46:1               | Stensättning |              | Kila, Södermanland  |       | 58.742698, 16.525240 | 10034100460001 | Ladda upp en bild av detta fornminne      |
| Kila 48:1               | Gravfält     |              | Kila, Södermanland  |       | 58.739939, 16.530661 | 10034100480001 | Ladda upp en bild av detta fornminne      |
| Kila 50:1               | Gravfält     |              | Kila, Södermanland  |       | 58.739846, 16.532444 | 10034100500001 | Ladda upp en bild av detta fornminne      |
| Kila 51:1               | Gravfält     |              | Kila, Södermanland  |       | 58.739069, 16.514195 | 10034100510001 | Ladda upp en bild av detta fornminne      |
| Kila 52:1               | Gravfält     |              | Kila, Södermanland  |       | 58.743781, 16.624870 | 10034100520001 | Ladda upp en bild av detta fornminne      |
| Kila 54:1               | Stensättning |              | Kila, Södermanland  |       | 58.751215, 16.634146 | 10034100540001 | Ladda upp en bild av detta fornminne      |
| Kila 55:1               | Stensättning |              | Kila, Södermanland  |       | 58.749492, 16.643181 | 10034100550001 | Ladda upp en bild av detta fornminne      |
| Kila 58:1               | Gravfält     |              | Kila, Södermanland  |       | 58.711738, 16.455049 | 10034100580001 | Ladda upp en bild av detta fornminne      |
| Kila 60:1               | Stensättning |              | Kila, Södermanland  |       | 58.727385, 16.484520 | 10034100600001 | Ladda upp en bild av detta fornminne      |
| Kila 61:1               | Röse         |              | Kila, Södermanland  |       | 58.726901, 16.505594 | 10034100610001 | Ladda upp en bild av detta fornminne      |
| Kila 62:1               | Stensättning |              | Kila, Södermanland  |       | 58.729760, 16.492079 | 10034100620001 | Ladda upp en bild av detta fornminne      |
| Kila 67:1               | Röse         |              | Kila, Södermanland  |       | 58.734711, 16.519021 | 10034100670001 | Ladda upp en bild av detta fornminne      |
| Kila 73:1               | Stensättning |              | Kila, Södermanland  |       | 58.746300, 16.558856 | 10034100730001 | Ladda upp en bild av detta fornminne      |
| Kila 73:2               | Stensättning |              | Kila, Södermanland  |       | 58.746175, 16.558819 | 10034100730002 | Ladda upp en bild av detta fornminne      |
| Kila 73:3               | Stensättning |              | Kila, Södermanland  |       | 58.746067, 16.558817 | 10034100730003 | Ladda upp en bild av detta fornminne      |
| Kila 73:4               | Stensättning |              | Kila, Södermanland  |       | 58.745995, 16.558953 | 10034100730004 | Ladda upp en bild av detta fornminne      |
| Kila 74:1               | Stensättning |              | Kila, Södermanland  |       | 58.749663, 16.663599 | 10034100740001 | Ladda upp en bild av detta fornminne      |
| Kila 75:1               | Stensättning |              | Kila, Södermanland  |       | 58.748343, 16.662477 | 10034100750001 | Ladda upp en bild av detta fornminne      |
| Kila 77:1               | Stensättning |              | Kila, Södermanland  |       | 58.747013, 16.658703 | 10034100770001 | Ladda upp en bild av detta fornminne      |
| Kila 78:1               | Stensättning |              | Kila, Södermanland  |       | 58.745274, 16.646217 | 10034100780001 | Ladda upp en bild av detta fornminne      |
| Kila 81:1               | Stensättning |              | Kila, Södermanland  |       | 58.738646, 16.635871 | 10034100810001 | Ladda upp en bild av detta fornminne      |
| Kila 81:2               | Stensättning |              | Kila, Södermanland  |       | 58.738832, 16.636216 | 10034100810002 | Ladda upp en bild av detta fornminne      |
| Kila 83:1               | Gravfält     |              | Kila, Södermanland  |       | 58.739067, 16.639994 | 10034100830001 | Ladda upp en bild av detta fornminne      |
| Kila 85:1               | Gravfält     |              | Kila, Södermanland  |       | 58.751683, 16.632965 | 10034100850001 | Ladda upp en bild av detta fornminne      |
| Kila 88:1               | Stensättning |              | Kila, Södermanland  |       | 58.750174, 16.617820 | 10034100880001 | Ladda upp en bild av detta fornminne      |
| Kila 160:1              | Gravfält     |              | Kila, Södermanland  |       | 58.745485, 16.562341 | 10034101600001 | Ladda upp en bild av detta fornminne      |